# Anatolij Solomin
Anatolij Solomin (in russo Анато́лий Васи́льевич Соло́мин?, in ucraino Анатолій Соломін?; Komarovka, 2 luglio 1952) è un ex marciatore sovietico di origine ucraina.

## Palmarès
| Anno | Manifestazione  | Sede     | Evento         | Risultato | Prestazione | Note |
| ---- | --------------- | -------- | -------------- | --------- | ----------- | ---- |
| 1978 | Europei         | Praga    | Marcia 20 km   | Bronzo    | 1h24'11"5   |      |
| 1980 | Giochi olimpici | Mosca    | Marcia 20 km   | dq        | dq          |      |
| 1983 | Europei indoor  | Budapest | Marcia 5 000 m | Oro       | 19'19"93    |      |